# Independents' Day
Pour plus de détails, voir Fiche technique et Distribution.
Independents' Day est un film d'action et de science-fiction de 2016, avec Fay Gauthier, Sal Landi et Johnny Rey Diaz, réalisé par Laura Beth Love et produit par The Asylum. Dans la tradition de la plupart des films du catalogue de The Asylum, Independent's Day est un mockbuster du film Independence Day de 1996 et de sa suite de 2016 Independence Day: Resurgence.

## Synopsis
Les Orions, des extraterrestres, attaquent la Terre car les humains sont jugés trop violents. Après avoir fait sauter de nombreuses capitales de la planète, ils guérissent ensuite de nombreux malades et proposent de transporter les Terriens sur une autre planète. Beaucoup se portent volontaires pour y aller. Une milice nommée « Earth First » se forme pour combattre les extraterrestres, tandis que le vice-président américain (car les extraterrestres ont tué le président) négocie avec eux. L’intrigue a été notée pour être alambiquée.

## Distribution
- Fay Gauthier : la présidente Raney
- Sal Landi : Général Roundtree
- Johnny Rey Diaz : Capitaine Goddard
- Matthew Riley : Bobby
- Jon Edwin Wright : le sénateur Randall Raney
- Jude Lanston : Agent Taylor
- Jacquelin Arroyo : « Red » / pilote de chasse
- William Castrogiovanni : Major Fry / pilote de chasse
- Vishesh Chachra : sergent Cates
- Brian Tyler Cohen : Ari / pilote de chasse
- Christos Kalabogias : Norman Reed
- Jes Selane : Kelly Reed
- Kurt Sinclair : le président Oliver
- Jonathan Thomson : Général Henderson
- Holger Moncada Jr. : Moncada
- Donre Walker : RPG Harry[1]

## Accueil

### Réception critique
Dread Central a trouvé le film ni bon ni mauvais. Rotten Tomatoes lui a donné le score d’audience de 21%.